# Chatten (volk)

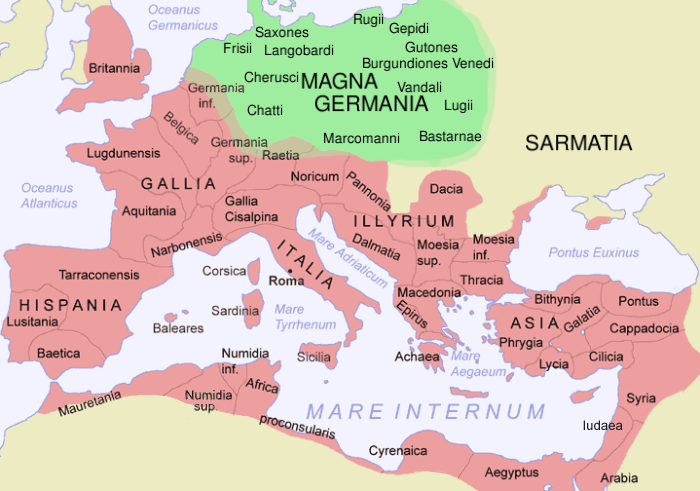
Kaart van het Romeinse Rijk in de 2e eeuw. In het zuidwesten van Magna Germania bevindt zich het leefgebied van de Chatten (Chatti).

De Chatten (in het Latijn Chatti of Catti) waren een Germaanse stam die ruwweg leefde in het zuiden van het huidige Nedersaksen en het noorden van het huidige Hessen. De naam Hessen is een latere vorm van dezelfde naam, en de stam is daarmee de naamgever van het huidige gebied en deelstaat.
Ze traden voor het eerst in de geschiedenis toen ze overwonnen werden door Drusus en Tiberius in de periode tussen 17 en 9 voor Chr. Meer succes in hun voortdurende gevechten met de Romeinen hadden de Chatten als bondgenoten van Arminius die in de Slag bij het Teutoburgerwoud (9 na Chr.) drie Romeinse legioenen onder leiding van Varus een vernietigende nederlaag toebracht. 
Ook de eeuwen erna waren de Chatten de Romeinen een doorn in het oog. In de jaren-80 van de eerste eeuw na Chr. vochten ze een reeks oorlogen tegen Claudius en Domitianus waarbij ze wel voortdurend het onderspit moesten delven.
In 162 en 170 kwamen de Chatten nog eenmaal als agressors in de geschiedenisboeken met hun invallen in het huidige Zuid-Duitsland en België. Daarna verdwenen de Chatten als zelfstandige stam. Waarschijnlijk gingen ze op in de Franken aan het begin van de zesde eeuw.
Tacitus levert twee bronnen voor de Chatten:
- De Germania
- De Annales

Alemannen · Ambivarieten · Ambronen · Ampsivaren · Angelen · Angrivariërs · Asdingen · Baemi · Bajuwaren · Bastarnen · Bataven · Bourgondiërs · Bructeren · Cananefaten · Chamaven · Chasuarii · Chatten · Chattuarii · Chauken · Cherusken · Cimbren · Cugerni · Dulgubnii · Fosi · Franken · Frisii · Gepiden · Goten · Harii · Helisiërs · Hermunduren · Herulen · Juten · Lakringen · Lemoviërs · Longobarden · Lugiërs · Manimiërs · Marcomannen · Marobudui · Marsi · Mattiakken · Naharvalen · Nemeten · Nerviërs · Ostrogoten · Quaden · Rugiërs · Saksen · Semnonen · Silingen · Sitones · Skiren · Sueben · Sugambren · Suiones · Tencteren · Teutonen · Toxandriërs · Triboken · Tubanten · Tudri · Tungri · Ubiërs · Usipeten · Vandalen · Vangionen · Visigoten · Volcae · Warnen
Germani cisrhenani:
Caerosi · Condrusi · Eburonen · Paemani · Segni
Stamverenigingen:
Herminones · Ingvaeones · Istvaeones